# Эльконина-Розенберг, Надежда Михайловна
Надежда Михайловна Эльконина-Розенберг (1910—1980) — советский живописец и график.

## Биография
Родилась в 1910 году в городе Феодосия Таврической губернии в еврейской семье.
Обучалась в Римской Академии художеств в 1925—1926 годах, затем с 1927 года — во ВХУТЕИНе на монументальном отделении живописного факультета. В 1930 оставила учёбу в связи с реорганизацией ВХУТЕИНа. Жила и работала в Москве, была членом художественного общества «Четыре искусства» с 1930 года.
Эльконина-Розенберг — автор живописных, графических и монументальных работ. В 1940-х годах она принимала участие (вместе с Л. А. Бруни) в росписи плафона Центрального театра Красной Армии, где были изображены пейзажи средне-русской полосы. Также выполнила ряд живописных и мозаичных панно совместно с мужем В. Б. Элькониным, в частности панно к 800-летию Москвы для клуба завода им. С. М. Будённого (1948 год).
Художница участвовала в московских и всесоюзных выставках. Так её работы были представлены на выставке «30 лет МОСХа» (1962), «Выставке художеств 1920—1930-х годов» (1931). Персональные выставки прошла в 1970 и 1975 годах совместно с В. Б. Элькониным, а в 1982 году состоялась её мемориальная экспозиция.
Умерла в 1980 году в Москве. Похоронена на Николо-Архангельском кладбище (участок 4а) вместе с мужем — художником В. Б. Элькониным (1910—1994)
Работы художницы хранятся в Государственной Третьяковской галерее, Государственном русском музее, Государственном музее изобразительных искусств, а также в частных собраниях за рубежом.

## Выставки
2015
«Дыхание цвета Архивная копия от 8 августа 2017 на Wayback Machine», галерея Открытый клуб, Москва